# Temple de Nice Àptera
El temple de Nike Àptera ('Victòria sense ales') o d'Atena Nike ('Atena la victoriosa') és un temple jònic d'estil grec clàssic del segle v aC, consagrat a la dea Atena sobre l'acròpoli d'Atenes, al costat dels Propileus, o entrada monumental al recinte.

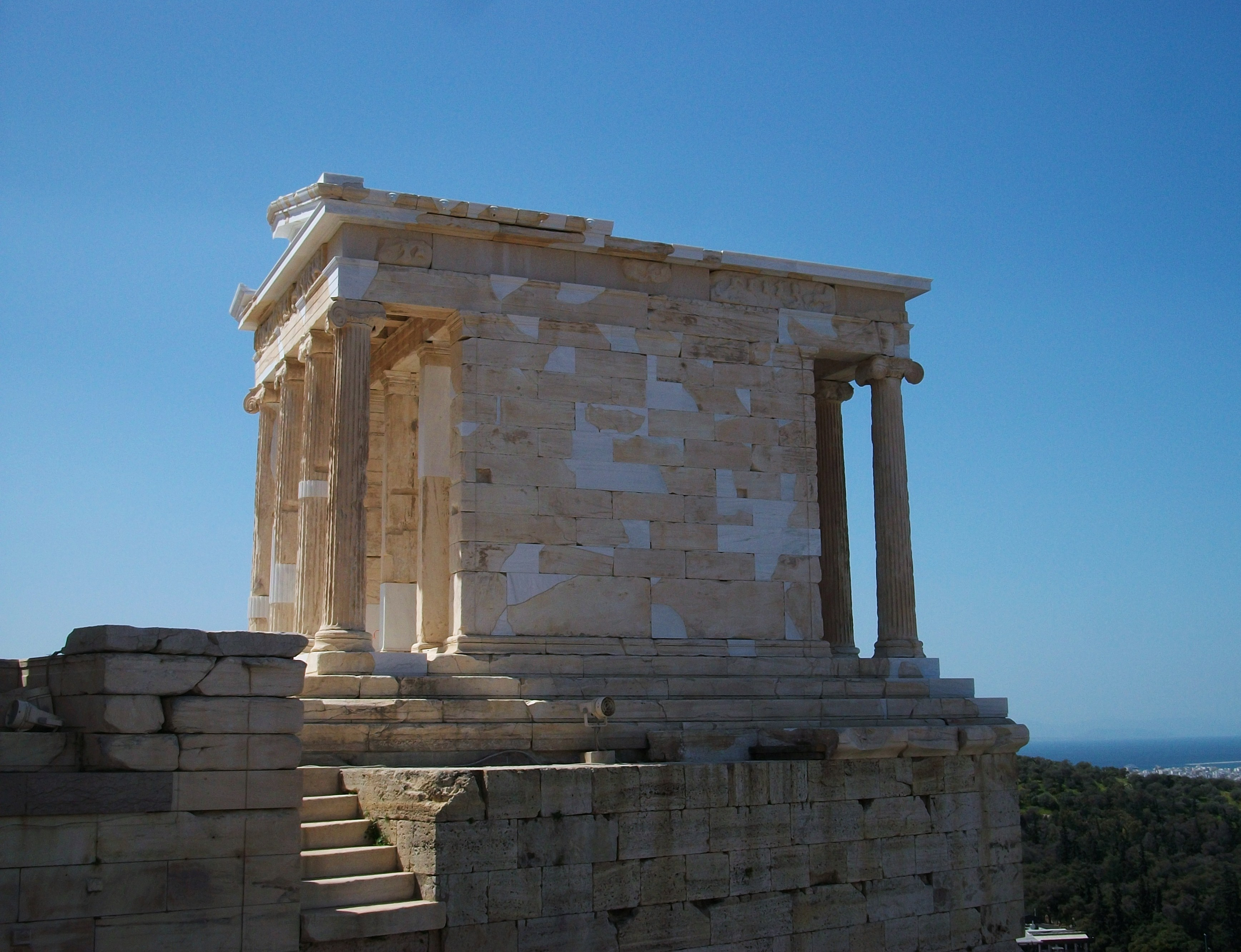
Temple d'Atenea Niké construït per Calícrates fou construït amb marbre de la pedrera del Pantèlic.

D'estructura arquitravada amb coberta de doble vessant -actualment perduda- s'aixeca el temple d'Atena Niké sobre una plataforma (estilòbat) elevada per tres esglaons (estereòbat). Presenta una planta regular quadrada, formada per quatre columnes tant en la façana anterior com posterior, és a dir és amfipròstil i tetràstil. S'orienta cap a l'est, que és per on surt el sol, símbol diví. La petita cel·la interior presenta dues pilastres in antis a l'entrada.
Les columnes de les façanes són d'estil jònic: presenten un fust monolític amb volutes inclinades per tal de solucionar els problemes de perspectiva a l'exterior dels capitells. Tenen una base convexa (tor) i còncava (escòcia) Sostenen un entaulament, amb un arquitrau dividit en tres franges. El relleu del fris està ornamentat, en sentit narratiu sobre els lluites de les guerres mèdiques i del Peloponès. A la franja nord hi ha representada les batalles entre els grecs, al sud la victòria de Platea sobre el perses i tant en l'est com l'oest diverses divinitats olímpiques. Els relleus del fris eren de diferents artistes, malgrat gran part s'atribueix a Cal·lima. Destacar la victòria traient-se la sandàlia un magnífic exemple de l'aplicació de la tècnica del drap mullat, pròpia de l'estil de Fídes.
Quan s'entra a l'acròpoli per la via Sacra, aquest és el segon edifici que es veu, i la seva presència inspira solemnitat al visitant. Les seves dimensions reduïdes són producte del caràcter antropocèntric de la cultura grega, i del fet que en un principi els arquitectes atenesos consideraven l'estil jònic, que es relaciona amb la feminitat, apropiat per a temples petits. El caràcter plenament jònic s'aprecia en les columnes i en el rebuig del colossalisme, que converteix el temple de Nike Àptera en un edifici de proporcions humanes.

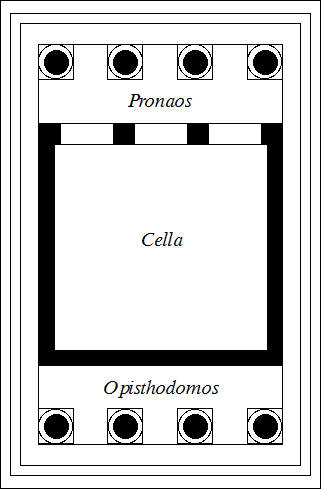
Planta del temple

## Història
Cimó II, rival polític de Pèricles, va promoure la construcció d'aquest temple, que no va veure la llum fins al 421 aC un cop mort el dirigent atenès.
Del projecte es va encarregar Cal·lícrates, arquitecte que també va col·laborar en la construcció del Partenó, juntament amb Ictí, que va dissenyar un temple d'ordre jònic, que va haver d'adaptar al petit espai que se li va assignar: un bastió (torrassa) dels Propileus, que domina la pujada a l'acròpoli. També fou l'autor de part de les muralles de la ciutat d'Atenes.
El temple commemora la victòria dels grecs sobre els perses a la batalla de Salamina (448 aC) i el tractat de pau que va signar Càl·lies amb els perses l'any següent (447 aC).
Aquest temple fou en el seu origen un edifici de culte, ja que es va construir per fer-hi celebracions litúrgiques i acollir la imatge sagrada de la divinitat -Atena, la deessa grega de la Saviesa i Estratègia així com patrona de la ciutat-. Les celebracions es duien a terme a l'exterior del temple, ja que l'interior es reservava per la imatge i les riqueses de la divinitat.
Pausànies va documentar que l'escultura d'Atena sostenia a la mà l'esquerra un cas i a la dreta un tros de poma.
Durant l'edat Mitjana el temple fou desmuntat i els blocs de marbre van usar-se re per fortificar l'acròpoli. Al segle XVII va ser destruït durant les guerres entre els otomans i venecians, i no se'n van recuperar l'estructura fins al segle xix, quan fou reconstruït.
El nom de Nike Àptera li ve perquè, segons la tradició, els atenesos, per assegurar-se que la Victòria no s'escapés, li varen tallar les ales

## Vistes

### Alçat
L'alçat del temple té de 8 metres d'alçària: des de la plataforma esglaonada (estilòbat) -d'una àrea de 57,12 m2 (5,1 x 11,2 m), damunt del crepidoma-, fins a la part més alta del frontó hi ha a penes 3 metres. Sobre la crepidoma s'assenten els murs i les columnes jòniques de marbre compostes de basa, fust monolític amb estries d'angles matats i capitell amb volutes. L'entaulament consta d'un arquitrau de tres bandes, un fris corregut que va tenir una decoració mitològica al·lusiva a les guerres mèdiques i una cornisa; sobre aquesta, els frontons dedicats a Atena.
| \| \| Acròpolis d'Atenes: Patrimoni de la Humanitat \| |                                               |
| 1 Partenó - 2 Antic temple d'Atena - 3 Erectèon - 4 Estàtua d'Atena Pròmacos - 5 Propileu - 6 Temple de Nice Àptera - 7 Eleusínion - 8 Santuari d'Àrtemis Braurònia - 9 Calcoteca - 10 Pandrosèon - 11 Casa de les Arrèfores - 12 Altar d'Atena - 13 Santuari de Zeus Polieu - 14 Santuari de Pandíon - 15 Odèon d'Herodes Àtic - 16 Estoa d'Èumenes - 17 Santuari d'Asclepi - 18 Teatre de Dionís - 19 Odèon de Pèricles - 20 Tèmenos de Dionís |                                               |
| | Acròpolis d'Atenes: Patrimoni de la Humanitat |